# 563 (numero)
Cinquecentosessantatré (563) è il numero naturale dopo il 562 e prima del 564.

## Proprietà matematiche
- È un numero dispari.
- È un numero difettivo.
- È un numero primo.
  - È un numero primo sicuro.
  - È un numero primo di Eisenstein.
- È un numero strettamente non palindromo.
- È un numero felice.

## Astronomia
- 563 Suleika è un asteroide della fascia principale del sistema solare.
- NGC 563 è una galassia spirale della costellazione della Balena.

## Astronautica
- Cosmos 563 è un satellite artificiale russo.